# La Nueva Esperanza, San Juan Mazatlán
La Nueva Esperanza är en ort i Mexiko.   Den ligger i kommunen San Juan Mazatlán och delstaten Oaxaca, i den sydöstra delen av landet, 500 km sydost om huvudstaden Mexico City. La Nueva Esperanza ligger 379 meter över havet och antalet invånare är 200.
Terrängen runt La Nueva Esperanza är huvudsakligen kuperad. La Nueva Esperanza ligger nere i en dal. Runt La Nueva Esperanza är det glesbefolkat, med 9 invånare per kvadratkilometer. Närmaste större samhälle är San Pedro Acatlán Grande, 9,7 km sydost om La Nueva Esperanza. I omgivningarna runt La Nueva Esperanza växer i huvudsak städsegrön lövskog.